# 平賀義美
平賀 義美（ひらが よしみ、安政4年8月6日（1857年9月23日） - 昭和18年（1943年）3月2日）は、日本の応用化学者。初名は石松决（いしまつ さだむ）。

## 人物
筑前国（現・福岡県）出身。福岡藩の貢進生として1870年に大学南校入学。ロバート・ウィリアム・アトキンソンに師事して理化学を学び、1878年東京大学化学科卒業。その後、イギリス・オーエンス大学に留学し、有機化学と染色を学んだほか、現地の縫製会社で働いて実地研修をした。
帰国後の1881年に東京職工学校教諭。1882年に親戚の判事・平賀義質の死去の際、その娘婿となり、名前を平賀義美に改名。1890年、農商務省技師となる。商工局第三課長時代に、新しく農商務大臣に就任した後藤象二郎が局長人事に不満をもったことから1893年に退職し無職となったが、1894年に大阪府立商品陳列所長となり、大阪府の工業顧問にも就任した。
1906年に大阪織物合資会社を遠縁の安川敬一郎らと設立。1917年に大阪実業協会会長となる。
1919年（大正8年）に建設された平賀義美邸（国の登録有形文化財）は1990年（平成2年）に川西市郷土館へ移築されている。

## 家族
- 実父・石松源次 ‐ 備前黒田藩士[7]
- 養父・平賀義質(磯三郎、1826-1882)  ‐ 判事。元黒田藩士。藩主黒田長溥の命により1858年より長崎海軍伝習所で学んだのち1867年に同藩初の留学生として松下直美、井上良一らとともに米国ボストンに派遣され、1870年に帰国後司法省 (日本)判事となり、1871年の岩倉使節団では佐々木高行の随行員を務め、金子堅太郎や團琢磨ら藩費留学生の監督官も務めた。函館裁判所判事などを歴任したが、長男の固太郎が毒物誤飲で急死し（自殺とも[8]）、駆け付けた際にその場にあったコップの水（酒とも）を飲んだところ義質もその日に亡くなったとされる（薬の併発症ではないかとする説あり[9]）。なお、留学仲間で東大法学部初の日本人教授となった井上良一は精神を病み、1879年に麹町の義質宅の井戸に身を投げ自殺した。[7][10][11]
- 妻・スマ ‐ 養父の長女[7]
- 長男・平賀義夫 ‐ 工学博士、大阪織物社長、東洋木材防腐会長。大阪高等工業学校在学中の1904（明治37）年から農商務省の海外実業練習生として電気事業を学ぶためドイツに留学し、当地の工業学校で学びながら電気会社の工場で実地研修した。[7][12][13][14][15]
- 二男・平賀義人 ‐ 大阪高等工業学校機械科卒業後、大阪織物支配人。
- 四男・平賀五郎 ‐ 農学士。東京帝国大学農科大学卒業後、住友入社、留学を経て同林業所支配人、のち住友林業取締役。[7]
- 長女・冨美 ‐ 東京瓦斯副社長・岩村栄次郎の妻。梅花高等女学校出身。[7][16]
- 姻戚・寺西成器 (1845-) ‐ 長男の岳父。石川藩士で前田利嗣の家扶のほか、東京海上保険、三菱銀行、第百十九国立銀行、大阪商船の役員などを務めた。[17][18]
- 姻戚・石原応恒（1849－1936） ‐ 二男の岳父。陸軍少将、予備陸軍中将。日露戦争における歩兵第18連隊連隊長。群馬県出身。[7][19]
- 姻戚・江村義三郎 ‐ 四男の岳父。実弟に田上郷吉。[20]

## 栄典
- 1886年（明治19年）7月8日 - 従六位[21]

## 著作
(共著、翻訳を含む)
- 物理初步. 下篇(1884年)
- 容量分析(1885年)
- 染色術摘要(1886年)
- 日本工業教育論(1887年)
- 小学校用理科. 化学篇(1887年)
- 染色法 : 実地簡便有益(1887年)
- 応用化学(1891年)
- 京都及附近光景全圖 第五回内國勸業博覽會紀念(1902年)
- 大和紀伊及攝河泉名所案内圖 第五回内國勸業博覽會紀念(1902年)